# Авангард (коммуна)
Краснознамённая коммуна «Авангард» — советская трудовая коммуна, существовавшая в 1920-е — 1930-е годы в историческом регионе Запорожье на территории современной Запорожской области (в 101 км от города Запорожье).

## История
Комунна была организована 3 мая 1922 года бывшими красноармейцами, вернувшимися с фронтов гражданской войны, жителями села Басани Гуляйпольской волости Екатеринославской губернии и близлежащих хуторов в период голода. Затем находилась в Новофёдоровке Пологовского района Запорожского округа (позже Запорожской области). Позиционировалось как «хозяйство, основанное на прогрессивных формах социалистического переустройства села». Деятельность коммуны нашла отражение в творчестве советских писателей Максима Горького, Фёдора Гладкова, Фёдора Панферова, неоднократно посещавших коммуну. 
Утверждение Ф. В. Гладкова, сделанное им в статье для газеты «Известия», о том, что в коммуне «Авангард» «колхозники могут получить в столовой за 10 копеек обед с какао на третье», для того времени казалось столь невероятным, что вызывало широкий критический отклик. Так, комментаторы 12-томного собрания сочинений Владимира Маяковского, опубликованного в конце 1970-х годов, утверждают, что именно на этот пассаж Гладкова Маяковский в своём стихотворении «Работникам стиха и прозы, на лето едущим в колхозы» отреагировал так: «Что пожелать Гладкову Ф.? Гладков романтик, а не Леф, – прочесть, что написал пока он, так все колхозцы пьют какао».
За образцовое ведение хозяйства Президиум ВУЦИК в 1925 г. наградил коммуны «Авангард» и «Маяк» Красным знаменем.
Коммуна имела 600 десятин земли и 3 трактора.
В 1931 году коммуна была ликвидирована.

## Отражение в литературе
- Максим Горький. «По Союзу Советов».
- Гладков, Фёдор Васильевич. «Оазис будущего». // Известия : газета. — 1928. — № 72 (25 марта) и 73 (27 марта).
- Гладков, Фёдор Васильевич. «Коммуна „Авангард“». — М.—Л.: ГИЗ, 1928.
- Панфёров, Фёдор Иванович. Бруски. Роман в 4-х томах.
- Панфёров, Фёдор Иванович. «Почему в одной коммуне лучше, а в другой хуже. Коммуны „Авангард“ и „Коминтерн“». — М., Крестьянская газета, 1928.
- Панфёров, Фёдор Иванович. «Почему в одной коммуне лучше, а в другой хуже. Коммуны „Авангард“ и „Коминтерн“». — 5-е изд. — М., 1930.
- Панфёров, Фёдор Иванович. «Трагедия одной коммуны. Очерк». // Октябрь : журнал. — 1931. — № 1. — С.133—146.
- Семенов М. «Моя встреча с А. М. Горьким». // Автогигант. — 1936. — 23 июня. (Встреча и беседа летом 1928 г. в коммуне «Авангард»)
- Малая советская энциклопедия // (Модильяни—Партнер). — М.: 1933. — Т. 7. — Ст. 922.
- «Больше знаний в творчестве писателей. Не только поверить, но и проверить». // Комсомольская правда. — 1928. — 6 мая.